# Assembleia Nacional da Zâmbia
A unicameral Assembleia Nacional da Zâmbia é o corpo legislativo do país.  
A atual Assembleia Nacional, formado na sequência das eleições realizadas em 27 de dezembro 2001, tem um total de 158 membros. 150 membros são eleitos em único membro do círculo eleitoral usando a maioria simples (ou  sistema First-past-the-post). Os restantes 8 lugares, são preenchidos através de nomeações presidenciais. Todos os membros com mandato de cinco anos.

## Eleições
A distribuição entre os partidos políticos dos 150 assentos eleitos diretamente é a seguinte:
| Partidos | Votos | % | Assentos |
| --- | ----- | - | -------- |
| O Movimento para a Democracia Multipartidária |       |   | 74       |
| Frente Patriótica |       |   | 44       |
| Aliança Democrática Unida - Partido Unido para o Desenvolvimento Nacional - Partido Unido para a Independência Nacional - Fórum para a Democracia e Desenvolvimento |       |   | 27       |
| Partido Liberal Unido |       |   | 2        |
| Foco Nacional Democrático |       |   | 1        |
| Independente |       |   | 2        |
| Membros nomeados |       |   | 8        |
| Total (inclusive da-eleição 26 de outubro de 2006 |       |   | 158      |
| Fonte: African Elections |       |   |          |

Amusaa Mwanamwambwa é o atual Orador da Assembleia Nacional.

## Resultados eleitorais anteriores da Assembleia Nacional
| Partido Unido para a Independência Nacional (UNIP) | 55 | 81  | 25  | -   |
| Movimento para a Democracia Multipartidária (MMD)  | -  | -   | 125 | 131 |
| Congresso Nacional Africano (ANC)                  | 10 | 23  | -   | -   |
| Partido Progressista Nacional (NPP)                | 10 | -   | -   | -   |
| Partido Nacional (NP)                              | -  | -   | -   | 06  |
| Agenda para a Zâmbia (AZ)                          | -  | -   | -   | 02  |
| Congresso Democrático zambiano (ZDC)               | -  | -   | -   | 02  |
| Independentes                                      | -  | -   | -   | 10  |
| Outros                                             | -  | 01  | -   | -   |
| Total                                              | 75 | 105 | 150 | 150 |

Notas: Zâmbia foi um sistema de partido dominante com o Partido de Organização Nacional Independência (UNIP) como o único partido legal de 1972 à 1990.